# Râul Behela

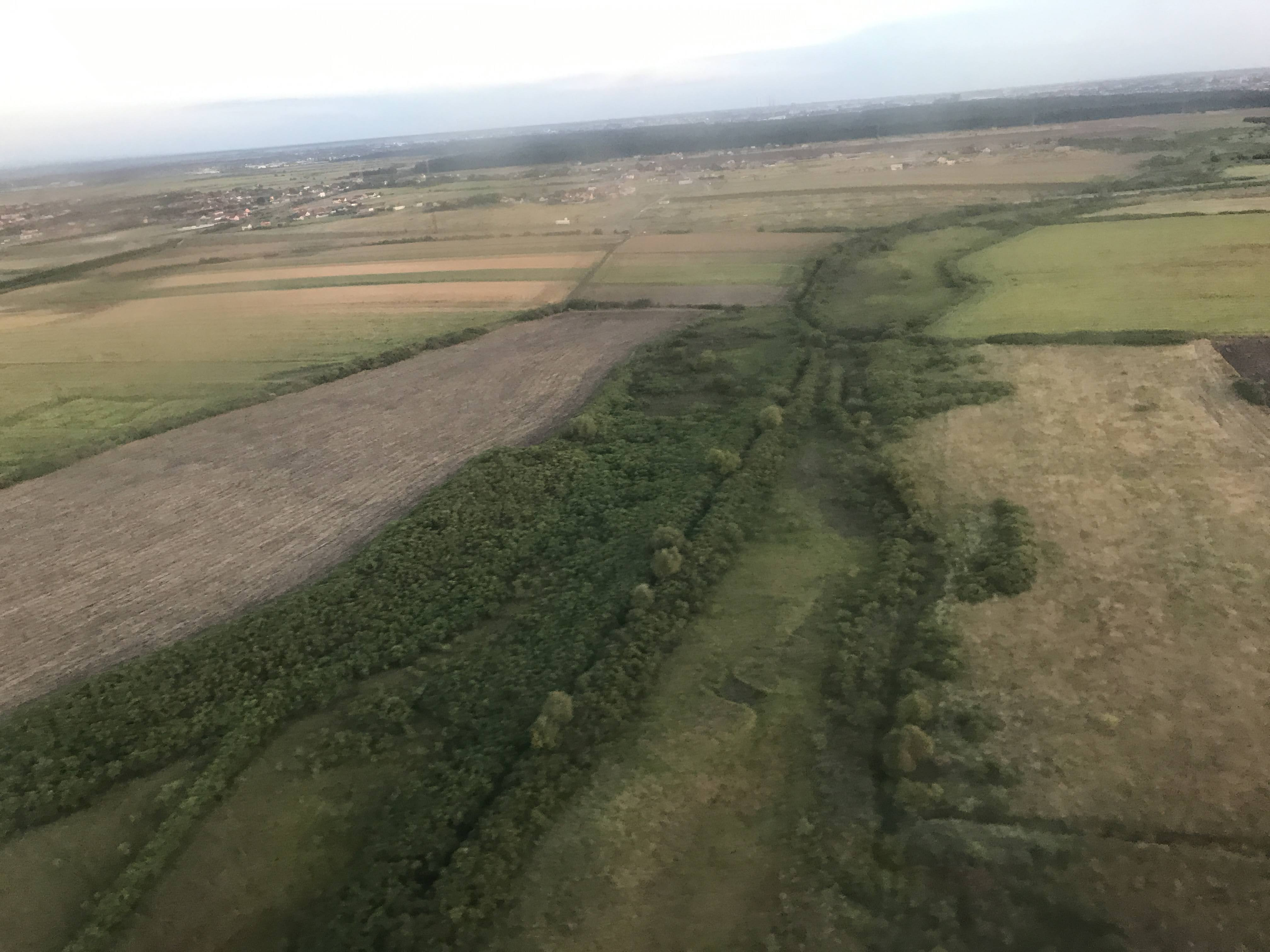
Râul Behela la est de Dumbrăvița

Râul Behela sau Râul Luchin este un afluent al râului Bega. 

## Hărți
- Harta județului Timiș